# Ріпак
Ріпа́к (Brassica napus L.) — однорічна олійна рослина родини капустяні (Brassicaceae).

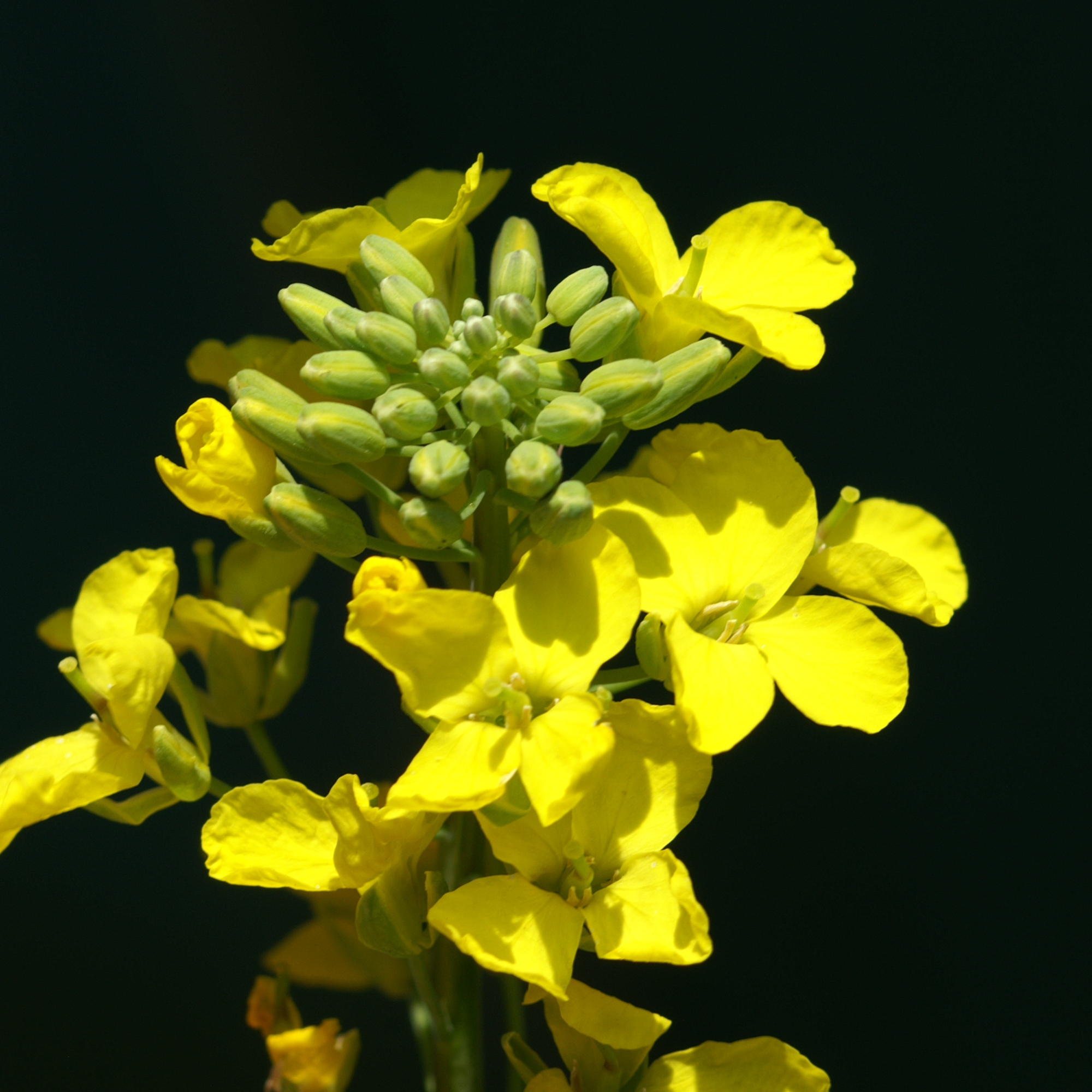
Суцвіття ріпаку

Розрізняють 2 різновиди: ріпак ярий (кольза) і ріпак озимий, який має основне значення. Насіння ріпаку містить 48 — 52 % олії, котру використовують у лакофарбовій, миловарній, харчовій (маргариновій) та інших галузях промисловості. Макуху після пропарювання згодовують худобі. Ріпак озимий вирощують також на зелений корм. Посіви ріпаку в Україні у ХХ-му сторіччі значно зменшилися (1940 — 91200, 1966 — 5700 га), однак у XXI столітті знову зросли. Вони поширені переважно у правобережному Лісостепу.

## Вступ
Ріпак відомий ще за чотири тисячоліття до нашої ери. Одні дослідники вважають його батьківщиною Європу, зокрема її північно-західні прибережні райони (приморські землі Швеції, Нідерландів і Великої Британії), інші — Середземномор'я. На користь останнього побічно свідчить те, що культура ріпаку з найвіддаленіших часів була якнайбільше поширена в Азії, точніше — в Індії, куди вона, найімовірніше, проникла із Середземномор'я.
До середини XIX ст. ріпак разом з іншими олійними хрестоцвітними (суріпицею і гірчицею) був у Європі досить поширеною культурою.
Площа під ним у самій лише Німеччині досягала на той час 300 тис. га. Таке порівняно широке розповсюдження до того часу культури ріпаку, пояснюється використовуванням його олії для технічних потреб у зв'язку із загальним промисловим розвитком попиту на технічні оливи. Молода нафтова промисловість тоді ще не була у змозі задовольняти цей попит і ріпак, що опинився в європейських агрокліматичних умовах однією з найпродуктивніших олійних рослин, широко культивувався.
Проте поява на міжнародних ринках великої кількості дешевих нафтопродуктів, зокрема мінеральних олив для змащування і освітлення, викликала різке падіння обсягів вирощування ріпаку, особливо в Європі, де з 1909—1917 рр. площі під нього скоротилися з 178 до 92 тис. га. В Азії посіви ріпаку продовжували триматися на більш-менш сталому рівні, щороку посідаючи (насамперед в Індії, на яку доводилося 3/4 всієї світової площі ріпаку) від 2,5 до 3 млн га.
Вдосконалення способів очищення олії, стало поштовхом до посиленого використання її як харчового продукту, особливо під час Першої світової війни, коли виникла потреба в харчових оліях і жирах у Центральній Європі.

## Культура ріпаку в Україні

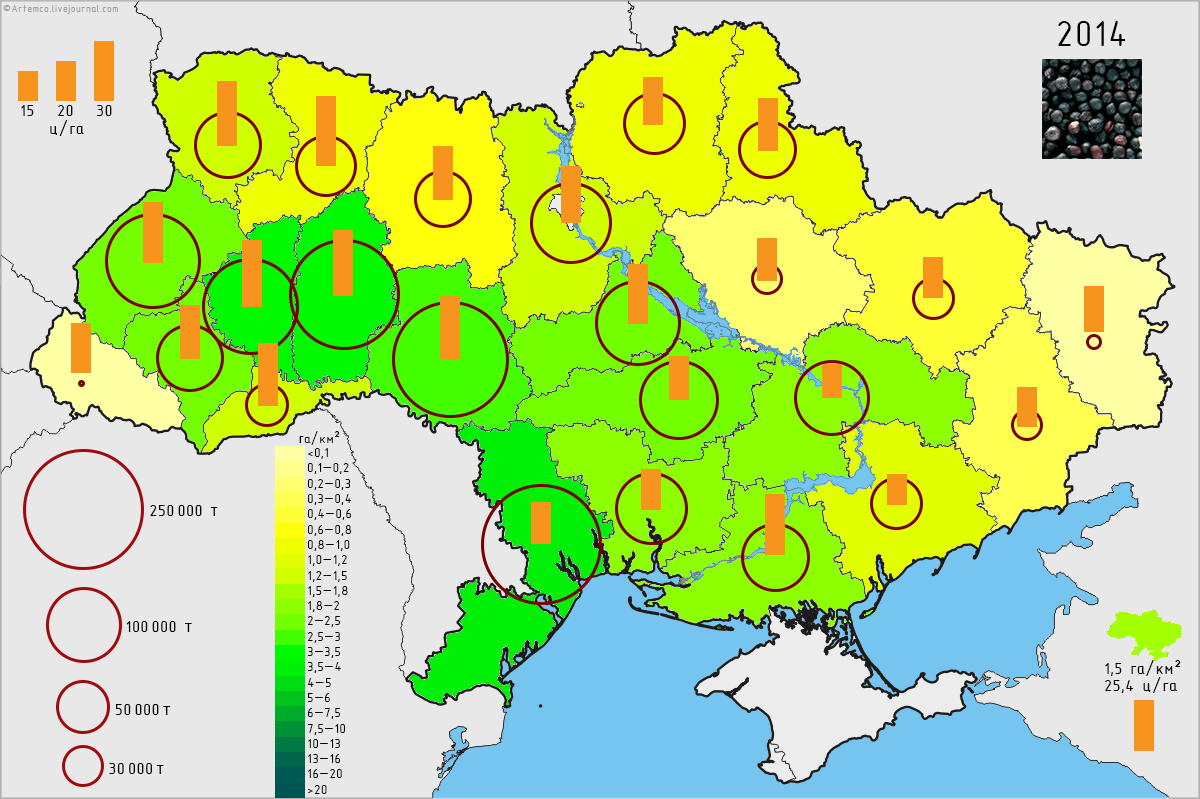
Виробництво ріпаку в Україні, 2014

З Німеччини ріпак потрапив до Західної України, де у наш час[коли?] посідає досить стійке становище. Значно раніше, очевидно, ще на початку XIX ст., і не з Середньої Європи, а з місцин Середземномор'я, культура ріпаку з'явилася на півдні України під назвою «ріпове сім'я».
Наприкінці XIX ст. разом з пом'якшенням хлібної кризи і підвищенням попиту світового ринку на зерно з Російської імперії, переважно на пшеницю, почали скорочуватися посіви ріпаку. Разом з тим ріпак ще деякий час (аж до революції) утримувався в Україні, обіймаючи досить значні площі (порядку 30-40 тис. га) і залишаючись основною олійною культурою, оскільки соняшник посідав тоді в Україні всього близько 10 тис. га.
До початку 50-х років виробництво ріпаку в колишньому СРСР було майже повністю згорнуто. Основна причина — жвавий розвиток виробництва соняшнику, з яким ріпак не міг змагатися економічно. Свою роль зіграла також відсутність продуктивних сортів і дієвих засобів захисту рослини від шкідників.
Завдяки тому, що ріпак може придатно використовуватися для виготовлення біопалива, на початку XXI ст. в Україні ця культура почала завойовувати нові площі. Відомим є той випадок, що німецькі виробники біопалива мали намір орендувати з 2008 року сільськогосподарські угіддя в Україні площею у 50 тис. га, щоби забезпечити себе сировиною на тривалий час.
Обсяги виробництва насіння ріпаку 2010 року, склали 787,6 тис. тон, що майже втричі перевищує обсяги виробництва 2009 року. Щороку обсяги вирощування ріпаку зростають і у 2019 році, згідно даних ФАО, виробництво насіння ріпаку сягнуло 3,1 млн. т.

## Сучасний стан культури

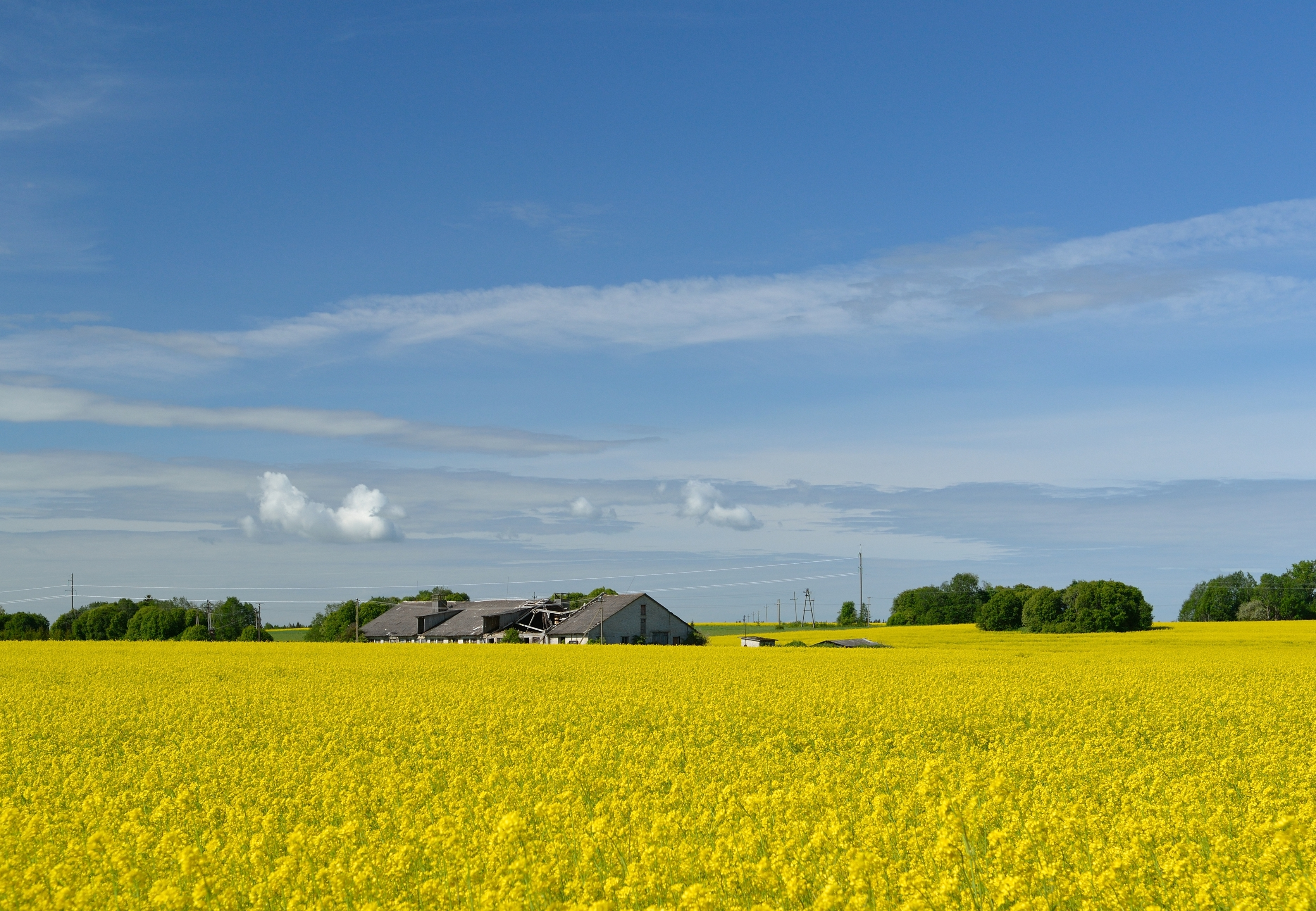
Посіви ріпаку в Естонії

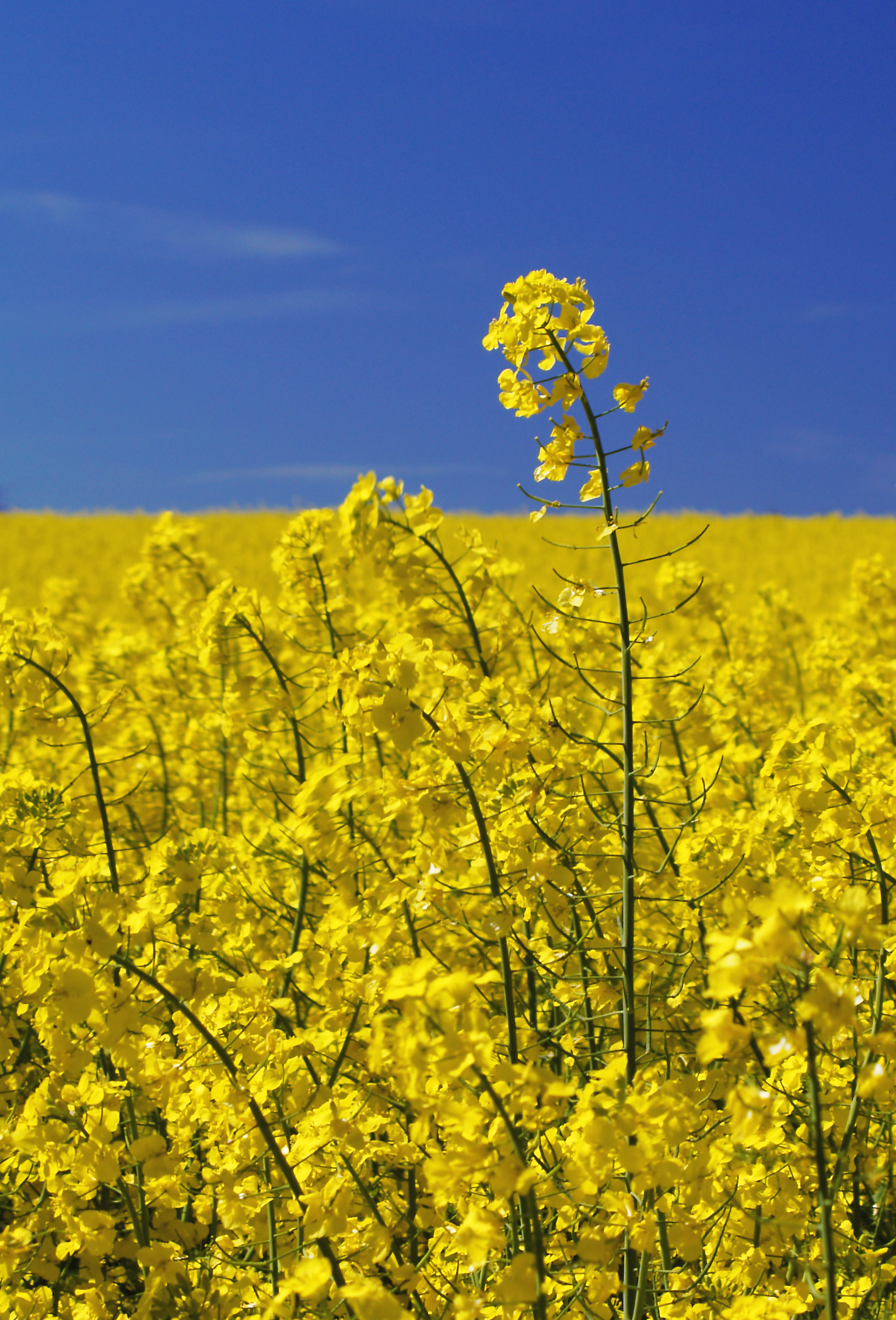
Цвітіння ріпаку

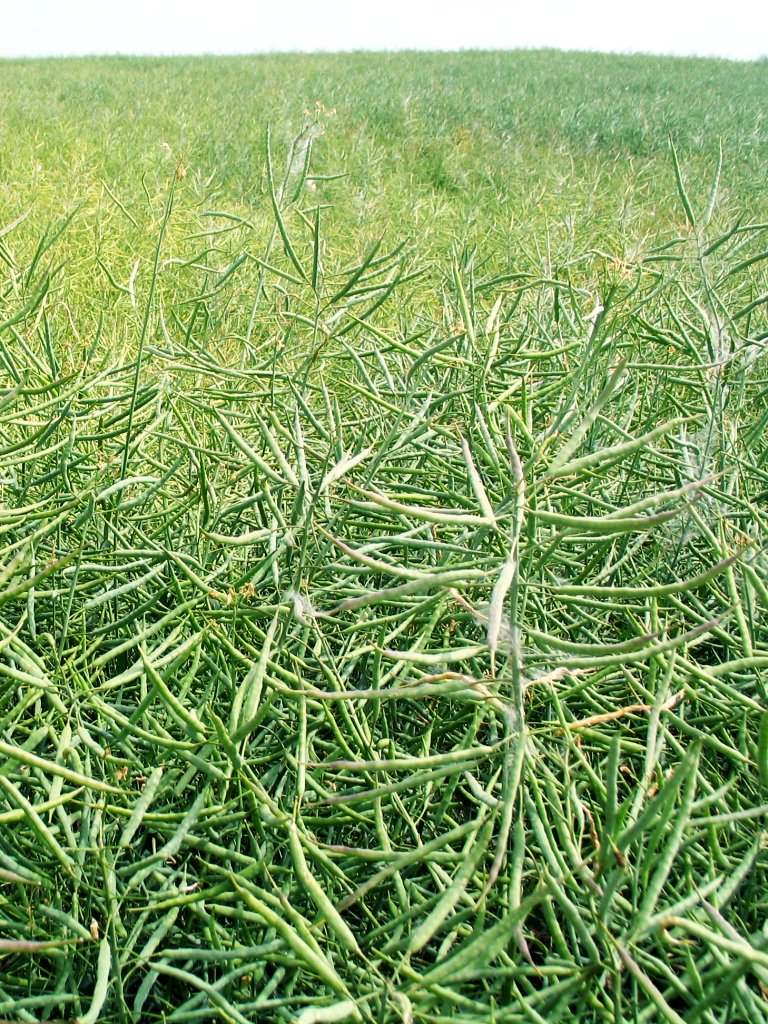
Ріпак у червні

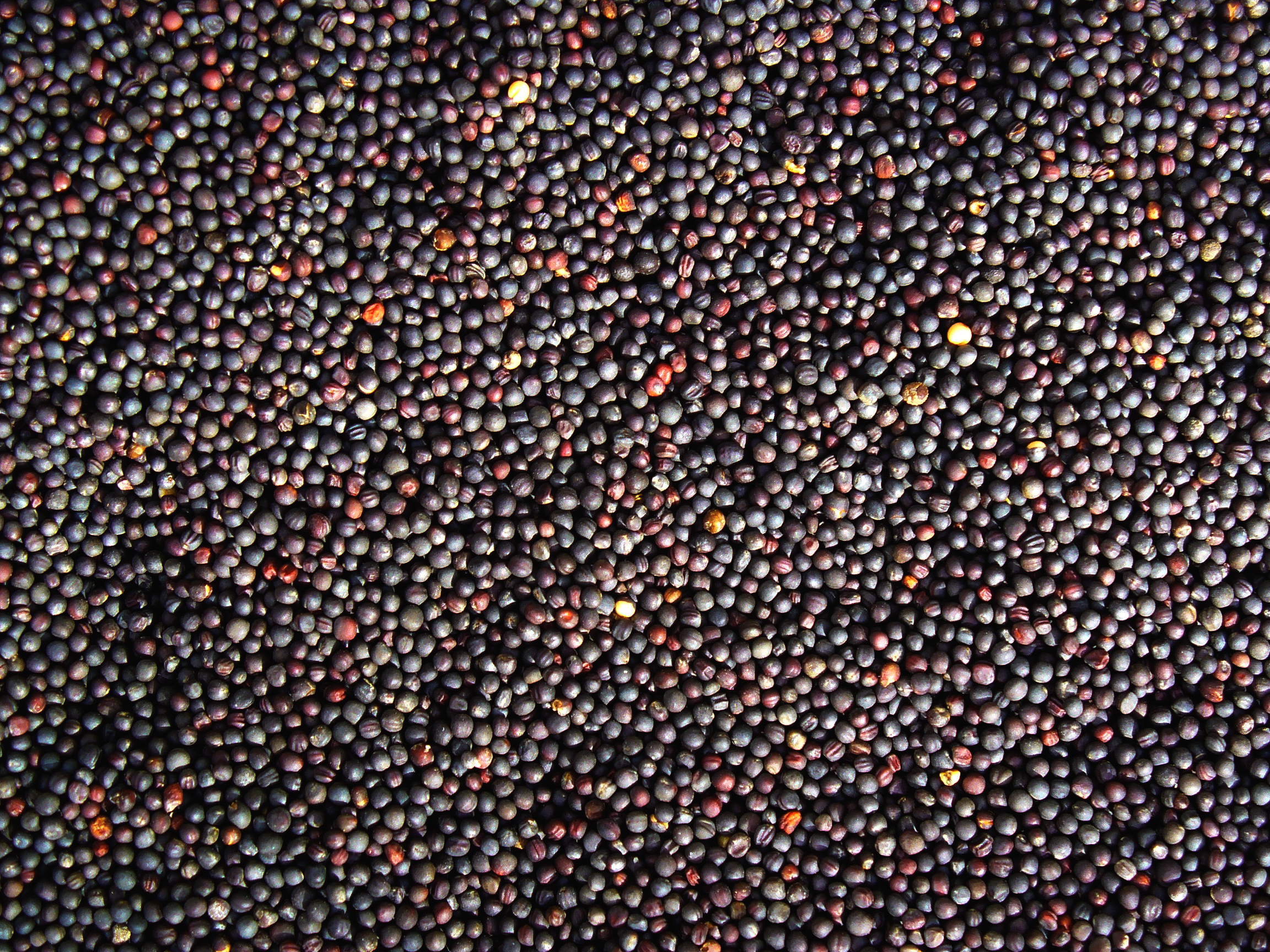
Насіння ріпаку

У 30-ті роки ріпак отримав відносно широке розповсюдження у Великій Британії, США і Новій Зеландії; дещо пізніше — у низці країн Заходу і Сходу, передусім у Китаї. Макуха використовувалася на корм худобі; в Америці і Новій Зеландії ріпак застосовувався як зелений корм і сировина для приготування силосу.
Відведення під ріпак небувалих площ і винятково високі урожаї (окрім Індії і Австралії) дозволили довести світове виробництво насіння ріпаку і каноли в 1999 р. до 42,5 млн т. Особливо зросли збори ріпаку в Китаї, Індії, Канаді і країнах ЄС (Франції, Великій Британії і Данії) завдяки політиці, спрямованій на підвищення самозабезпеченості регіону шротами та оліями і скорочення узвичаєного ввезення американської сої. Проте вже з середини 80-х років через перевиробництво рослинних олій, в Євросоюзі проводяться заходи з обмеження вирощування ріпаку.
Провідний світовий виробник ріпаку за нашого часу — Китай, що випередив Канаду (яка веде перед у виробництві високоякісного насіння ріпаку) й Індію. Разом ці три країни збирають 57 % світового урожаю. Очевидно, що і в найближчому майбутньому зростання виробництва ріпаку відбудеться в Китаї, Канаді, Індії, а також у США, тимчасом як в країнах ЄС збирання залишаться незмінними або дещо знизяться. У Східній Європі найбільші урожаї ріпаку припадають на Чехію і Польщу (по 11 млн тонн 1999 року).
Головними виробниками насіння ріпаку є ЄС, Канада, Китай та Індія. Загалом вони забезпечують 83 % від загальносвітового рівня.
За обсягом виробництва ріпаку станом на 2019 рік, Україна входила до п'ятірки світових лідерів із кількістю — 3,1 млн. тонн (для порівняння, 2017 року в Україні було вироблено лише 84,3 тис. тонн ріпаку),а ось уже 2020 року виробництво цієї культури впало на 22% до 2,557 млн тонн.
Чинники, що стримують поширення — відсутність екологічно безпечних пестицидів і матеріально-технічної бази для переробки насіння.
Нині ріпак як олійна культура особливо поширений в тих природних зонах, де більшість олійних культур не завжди і не скрізь надійно достигає.
Залежно від певних природних умов окремих країн і регіонів, вирощують яровий (однорічний) чи озимий (дворічний) ріпак. Останній дуже вимогливий до клімату, морозостійкість його невелика; ще більшу небезпеку, ніж люті морози становлять для нього посухи або надлишок тепла в зимові місяці. Яровий ріпак (кольза — французька назва) менш вимогливий до погодних умов, але порівняно з озимим менш урожайний і поступається йому в олійності.
У Канаді, наприклад, умови для озимого ріпаку несприятливі тож поширений яровий ріпак, а в європейських країнах із сприятливим кліматом (Німеччина, Польща, Франція, Велика Британія та інші) обробляють переважно озимий ріпак, врожайність якого в їхніх умовах вище, ніж у ярого майже удвічі. У Швеції приділяють однакову увагу обидвом видам ріпаку.
У континентальному кліматі Східної Європи обробіток озимого ріпаку є ризикованою справою. У більшості регіонів України, а також сусідніх країн СНД — Російської Федерації, Білорусі й інших, слід вирощувати яровий ріпак, що підтверджують підсумки дослідів проведених у Білорусі.
Головні експортери ріпаку і каноли у світі — Європа, Канада й Австралія; імпортери — Китай, Мексика, Японія, Бангладеш, Пакистан і низка інших країн.

## Ріпакова олія
Поліпшення якості ріпакової олії викликало у всьому світі різке збільшення попиту на неї. Обсяги виробництва ріпакової олії були вищими за обсяги виробництва соняшникової вже 1985 року і впродовж 30 років зросли більш ніж у 8 разів, досягнувши 1999 року 127 млн т. Ріпакова олія за обсягами виробництва стала третьою у світі після пальмової і соєвої. Майже чверть світового виробництва припадає на Китай (3,0 млн т). Далі йдуть Індія (1,9), Німеччина (1,7), Канада (1,5), Японія (0,9) Велика Британія та Франція (по 0,6), США, Польща, Мексика (по 0,3 млн т).
Прикладом зростання попиту на ріпакову олію стало збільшення її експорту із США і Канади з початку 80-х років у понад 13 разів (з 3,7 до 49,2 тис. т). У світовій торгівлі ріпакова олія, зокрема гірчична, за обсягом імпорту і експорту посідає четверте місці після пальмової, соєвої і соняшникової.
Нині в багатьох країнах ріпак обробляється насамперед як олійна культура. Канолова олія широко споживається в їжу у багатьох країнах світу: для смаження, салатів, виготовлення маргарину тощо. За смаковими властивостями вона прирівнюється до оливкової, має попит і вважається однією із найкращих рослинних олій. Вона довго зберігає прозорість, не набуває неприємного запаху під впливом повітря, як, наприклад, соєва. У США канолова олія з 1985 р. має офіційний статус безпечної для споживання людиною.
Останнім часом поширеним стало використання ріпакової олії як сировини для виробництва біодизелю.
У насінні ріпаку міститься 35-50 % жиру, 19-31 % добре збалансованого за амінокислотним складом білка, 5-7 % клітковини.